# Фран Новаковић
Фран Новаковић (Загреб, 30. август 1882 — Београд, 21. јануар 1957) је био југословенски филмски и позоришни глумац. 

## Филмографија
| Глумац | ▲ |
| ------ | - |

Дугометражни филм
|                   | 1940 | 1950 | Укупно |
| ----------------- | ---- | ---- | ------ |
| Дугометражни филм | 2    | 3    | 5      |
|           | Назив              | Улога             |
| --------- | ------------------ | ----------------- |
| 1947      | Живјеће овај народ | Ђед Илија         |
| 1949      | Мајка Катина       | Алексис Каравунас |
| 1950-te ▲ |                    |                   |
| 1951      | Мајор Баук         | Триша             |
| 1953      | Била сам јача      | /                 |
| 1955      | Ханка              | /                 |